# دوغلاس هنري
دوغلاس هنري (بالإنجليزية: Douglas Henry)‏ هو سياسي أمريكي، ولد في 18 مايو 1926 في ناشفيل في الولايات المتحدة، وتوفي في 5 مارس 2017. حزبياً، نشط في الحزب الديمقراطي. وقد انتخب عضو مجلس ولاية تينيسي.